# Антон Югов
Антон Танев Югов (28 серпня, 1904, Ругуновець, Османська імперія — 6 липня 1991, Софія, Болгарія) — болгарський політик, один з керівників Болгарської комуністичної партії (БКП).

## Біографія
Антон Югов уродженець Егейської Македонії, після Першої світової війни разом зі своєю родиною емігрував до Пловдива. З 1921 року став членом Болгарського комуністичного молодіжного союзу, а з 1928 — БКП.

### В СРСР
З 1934 до 1936 року Антон Югов навчався в Міжнародній ленінській школі в СРСР.
Дочка Маргарита Югова одружилася з сином Михайла Шолохова.

### Керівні посади
Після перевороту 9 вересня 1944 року Югов став міністром внутрішніх справ (1944–1949), а з 1956 до 1962 року обіймав посаду голови Ради міністрів. З 1962 року усунутий від політики під приводом «грубих порушень соціалістичної законності й антипартійної діяльності».